# Evangeli dels Natzarens
L'Evangeli dels Natzarens és un evangeli apòcrif escrit probablement al segle ii. Només se'n coneixen alguns fragments que són citats de forma ocasional pels Pares de l'Església. Se sap que aquest evangeli era usat pels judeocristians de Palestina durant el segle ii. La identificació d'aquest text no està clara entre els estudiosos, però algunes tesis defensen que era un dels tres evangelis judeocristians perduts, aquest dels Natzarens, l'Evangeli dels Hebreus i l'Evangeli dels evionites. Altres autors diuen que aquest evangeli no va existir, i que en realitat es tracta de fragments de l'Evangeli dels Hebreus.
Aquest Evangeli dels Natzarens estaria derivat d'un Evangeli de Mateu en una redacció primitiva i protocanònica, mentre que l'Evangeli dels Hebreus, ben referenciat per Climent d'Alexandria i Orígenes tindria un contingut molt diferent al de Mateu, i va ser escrit com a rèplica a l'Evangeli dels Egipcis.
El text va ser redactat en llengua grega sobre l'any 150 i el primer autor que el cita és Hegèsip, cap al 180. Jeroni cita de forma confusa l'Evangeli dels Hebreus i el dels Natzarens, però sembla que els considerava dos evangelis diferents. La Hipòtesi de l'Evangeli hebreu considera l'existència d'aquest evangeli. Altres autors que parlen de l'Evangeli dels Natzarens són el bisbe Epifani de Constància a la seva obra Panarium, contra les heretgies i Teodoret a Haereticarum Fabularum Epitome.
El contingut del text que ens és conegut fa referència a l'adoració dels Mags, el baptisme de Jesús, i algunes paràboles, anècdotes i miracles realitzats durant la seva vida.